# 沈自彰
沈自彰（？—？），字躍如，號芳杨，应天府上元县軍籍，順天府大兴县人，明朝政治人物。

## 生平
万历二十八年（1600年）庚子科順天府鄉試第三十四名舉人，二十九年（1601年）联捷辛丑科进士，礼部政，三十二年授江津知縣，三十七年调昌樂知縣，三十八年補户部廣西司主事，管象房草场，三十九年宁武管粮，四十年升本司员外，四十一年升江西司郎中，四十二年歴仕至陕西鳳翔府知府，四十七年三月升陕西关西道副使，天啓元年（1621年）升布政司左參政，仍分巡关内道。天启二年（1622年）二月举卓异，赐宴于礼部，五月升本省按察使，三年致仕。四年起为太常寺少卿，丁憂歸。天启七年起補太常寺少卿管光禄寺寺丞事。崇禎元年（1628年）八月，以秋分夕月省牲失誤，回奏托疾，責令致仕。十七年甲申明亡降順，被夹二夹留用。

## 家族
曾祖沈瑀；祖沈文顯；父沈汝普。